# Tamarix gallica subsp. nilotica
 (août 2020).
Si vous disposez d'ouvrages ou d'articles de référence ou si vous connaissez des sites web de qualité traitant du thème abordé ici, merci de compléter l'article en donnant les références utiles à sa vérifiabilité et en les liant à la section « Notes et références ».
Sous-espèce
Classification phylogénétique
Tamarix gallica subsp. nilotica est une sous-espèce de plantes du genre Tamarix et de la famille des tamaricacées.